# “和谐”电力机车
“和谐”电力机车是中华人民共和国铁道部向西门子公司、阿尔斯通、东芝、庞巴迪等引进交流传动技術，並透過技術轉移方式，在中國国内生產的最高速度120/160 km/h的铁路機车車輛。
| 型号                       | 原型车        | 轴式          | 功率（千瓦） | 生产商                                             |
| -------------------------- | ------------- | ------------- | ------------ | -------------------------------------------------- |
| 电力机车                   |               |               |              |                                                    |
| HXD1 （前称DJ4-0系列）     | EuroSprinter  | Bo'Bo'+Bo'Bo' | 9600         | 西门子公司、株洲电力机车                           |
| HXD1B                      | EuroSprinter  | Co'Co'        | 9600         | 西门子公司、株洲电力机车                           |
| HXD1C                      | -             | Co'Co'        | 7200         | 株洲电力机车                                       |
| HXD1D                      | -             | Co'Co'        | 7200         | 株洲电力机车                                       |
| HXD1F                      |               | Bo'Bo'+Bo'Bo' | 9600         | 株洲电力机车                                       |
| HXD2 （前称DJ4-6000系列）  | Prima 6000    | Bo'Bo'+Bo'Bo' | 10000        | 阿尔斯通、大同电力机车                             |
| HXD2B                      | Prima 6000    | Co'Co'        | 9600         | 阿尔斯通、大同电力机车                             |
| HXD2C                      | Prima 6000    | Co'Co'        | 7200         | 东芝、庞巴迪、大同电力机车                         |
| HXD2F                      |               | Bo'Bo'+Bo'Bo' | 9600         | 大同电力机车                                       |
| HXD3 （前称SSJ3/DJ3／SL1） | JR貨物EH500型 | Co'Co'        | 7200         | 大连机车、东芝、北京二七轨道交通装备、大同电力机车 |
| HXD3A（前称HXD3E）         | -             | Bo'Bo'+Bo'Bo' | 9600         | 大连机车                                           |
| HXD3B                      | IORE Kiruna   | Co'Co'        | 9600         | 大连机车、庞巴迪                                   |
| HXD3C                      | -             | Co'Co'        | 7200         | 大连机车、北京二七轨道交通装备                     |
| HXD3D                      | -             | Co'Co'        | 7200         | 大连机车                                           |
| 内燃机车                   |               |               |              |                                                    |
| HXN3                       | SD90MAC       | Co'Co'        | 4400         | 大连机车、美国EMD                                  |
| HXN5                       | AC6000CW      | Co'Co'        | 4400         | 戚墅堰、GE                                         |

## 车型代号含义
- HX是“和谐”汉语拼音的首字母缩写，D是电力机车的汉语拼音首字母，N是内燃机车的汉语拼音首字母。
- 1表示是株洲电力机车主导生产的。
- 2表示是大同电力机车主导生产的。
- 3表示是大连机车主导生产的。
- 5表示是常州戚墅堰机车主导生产的。
- 无字母后缀表示8轴9600千瓦货运机车（不適用於HXD3）。
- 后缀B表示6轴9600千瓦货运机车。
- 后缀C表示6轴7200千瓦客运、货运两用机车。
- 后缀D表示6轴7200千瓦准高速（160km/h）客运机车。
- 后缀F表示8轴9600千瓦重载货运机车。

## 技术引进
实际上，在引进国外技术以前，中國一直进行自主研發高速鐵路列车及交流传动铁路机车，也取得不少的成果（例如中華之星電動車組），但中国交流传动等核心技術仍未成熟，列車穩定性不佳。另一方面研究过程也需要大量时间。鐵道部發言人張曙光表示，由于歷史原因，中国铁路技术装备的整體水平只相當于發達國家上世紀70至80年代的水平，如果依靠自身力量，则可能需要十几年或更长时间追赶，也无法适应目前的经济发展。2004年，國務院及铁道部確定了推進鐵路技術裝備現代化“引進先進技術、聯合設計生產、打造中國品牌”的方針。而实现铁路“跨越式发展”的重点任务即为对时速200公里以上的列车及重载货运机车整体引进技术。